# کریستیان گتفرید ارنبرگ
کریستیان گتفرید ارنبرگ (آلمانی: Christian Gottfried Ehrenberg؛ زاده ۱۹ آوریل ۱۷۹۵ – درگذشته ۲۷ ژوئن ۱۸۷۶) یک حشره‌شناس، جانورشناس، گیاه‌شناس و زیست‌شناس در زمینه تاریخ طبیعی اهل آلمان بود.